# Jennifer Lacey
Jennifer Lacey (née en 1966 à Chicago) est une danseuse et chorégraphe expérimentale américaine. Elle développe son travail autour de ce qu'elle appelle la « figure faible » qu'elle cherche à défendre et affirmer. Elle se situe entre la danse contemporaine et la performance en multipliant les expériences interdisciplinaires et les collaborations artistiques.

## Biographie
En 1987, Jennifer Lacey s'installe pour un an à Paris. Elle repart à New York où elle collabore avec Jennifer Monson, DD Dorvillier, John Jasperse (en), Yvonne Meier et d'autres. Elle danse également au sein de la Randy Warshaw Dance Company. C'est à cette période qu'elle développe sa propre écriture chorégraphique, qu'elle présente au PS1.
Sa première pièce, co-signée avec DD Dorvillier, est créée en 1989.
Dans les années 2000 elle décide de s'installer pour vivre et travailler à Paris, elle fonde la compagnie Megagloss avec Carole Bodin. Par la suite, elle développe une longue collaboration avec l'artiste visuelle et scénographe française Nadia Lauro, notamment pour le projet Mhmmmm, dans laquelle elles utilisent un décor vivant.
Elle développe un travail qui défend la « figure faible » comme une figure d’affirmation, tisse des liens avec la kinesthésie, le langage et l'action.
Depuis une dizaine d'années, elle participe au programme TTT (Teaching the Teachers), workshop estival à Vienne en Autriche.
Elle a participé à la résidence aux Laboratoires d'Aubervilliers.
Une monographie sur sa collaboration avec Nadia Lauro a été éditée par les Presses du réel, signée d'Alexandra Baudelot.
« C’est une femme extrêmement articulée et qui tente de négocier cette hyper-articulation avec la danse. Ce que le mot dit et ce que le mot fait est ce qui devient le travail, le champ de la danse » dit d'elle Emmanuelle Huynh.

## Parcours et activités
Les Assistantes
Les Assistantes a été créé au printemps 2008 au Kaaitheater (Bruxelles) et présenté au Centre Pompidou dans le cadre du Festival d'Automne (Paris), puis en juillet 2008 au festival Impulstanz (Vienne).
La pièce est le fruit d'une résidence de production. Cette situation de vivre ensemble en devient le projet, la matière première.
- Conception chorégraphique : Jennifer Lacey
- Conception visuelle : Nadia Lauro
- Collaboration et conception musicale : Jonathan Bepler
- Chorégraphie et performance : Alice Chauchat, Audrey Gaisan, Barbaba Manzetti, Sofia Neves et Yannick Fouassier[7]

## Citations
- « J'ai trouvé ma véritable identité sexuelle, celle d'un homme gay »[8].
- « Les implications du contexte faisaient partie de ce qui était perçu comme chorégraphique »[9].
- « L'espace entre où le mot est et ce qu'il fait est un champ opérationnel pour moi »[9].

## Récompenses
- Résidence de recherche à la Villa Kujoyama à Kyoto en 2003[10]
- Doris Duke Impact Award en 2014[11]
- Bourse Guggenheim en 2015[12]